# Henri Herz
Henri Herz, ook wel Heinrich Herz (Wenen, 6 januari 1803 - Parijs, 5 januari 1888), was een Oostenrijks pianist, componist, muziekpedagoog en pianobouwer.
Herz gold in de tweede kwart van de 19e eeuw als de grootste pianist. Herz was enorm getalenteerd en schreef – net als Chopin - uitsluitend voor piano. Hij heeft acht pianoconcerten geschreven, waarvan er tegenwoordig geen een meer gespeeld wordt, en meer dan 200 werken voor piano. Van al zijn muziek zijn tot op heden slechts een paar werken op cd opgenomen.

## Biografie

### Jonge jaren
Herz ontving zijn eerste lessen van zijn vader en Franz Hünten. In 1816 ging hij studeren aan het Parijse conservatorium waar hij in 1821 zeer bevriend raakte met Ignaz Moscheles, wat ook een stempel drukte op zijn werk.

### Pianist
Vooral in de VS en in Parijs was Herz heel populair. Hij voerde uitsluitend zijn eigen werk uit en liet graag horen hoe goed hij was. Dat Herz een ongelofelijk virtuoos was getuigen vooral de enorme solopartijen in zijn pianoconcerten van die in feite alleen maar geschreven zijn om zijn eigen talenten te etaleren.
Krantenartikelen getuigen hier ook van. In de Boston Daily Evening Transcript van 21 december 1846 staat: "Herz is nadrukkelijk een groot performer; minder onstuimig dan veel van zijn voorgangers, maar geweldig omdat hij met ogenschijnlijk weinig moeite de moeilijkste passages snel en netjes, met kracht en uiterste precisie uitvoert. Zijn fijne toucher is opmerkelijk, en van uit zijn rappe vingers komt elke noot helder, vloeibaar en harmonieus voort”. In de Alabama Planter van 15 februari 1847 staat: "Pianist De Meyer kan een piano breken, maar Herz kan harten breken".
De mensen in de concertzaal kwamen voor Herz. Ze wilden hem horen excelleren in zijn eigen pianoconcerten en wilden geen uitvoering horen van een pianoconcert van Beethoven.
Herz maakte een tournee van zes jaar door de Verenigde Staten, van 1845 tot 1851. Hij schreef het boek Moniteur universel over zijn ervaringen. Tijdens de Amerikaanse tournee vroeg impresario Phineas Taylor Barnum, mede-oprichter van het circus Barnum & Bailey, of Herz op een door hem georganiseerd concert wilde spelen waarin de Zweedse operazangeres Jenny Lind, een van zijn sterren, als een engel de trap zou komen afdalen en een lied zou gaan zingen. Tot grote teleurstelling van Barnum weigerde Herz dit. Tijdens een andere gelegenheid in de VS zag Herz een aankondiging van een pianist die een concert zou geven waarbij duizend kaarsen zouden worden aangestoken. Tot Herz’ grote verbazing ging het over hemzelf, hij was die pianist in kwestie. Maar het werd een succes; de concertzaal was in binnen de kortste keren uitverkocht en het publiek genoot van het concert tot het ogenblik dat iemand opmerkte dat er een paar kaarsen waren uitgegaan. Het concert werd direct stil gelegd en de kaarsen werden weer aangevuld tot het exacte aantal van duizend. Herz heeft een fortuin verdiend aan de VS tournee en dit geïnvesteerd in zijn pianomerk.

### Pianobouwer

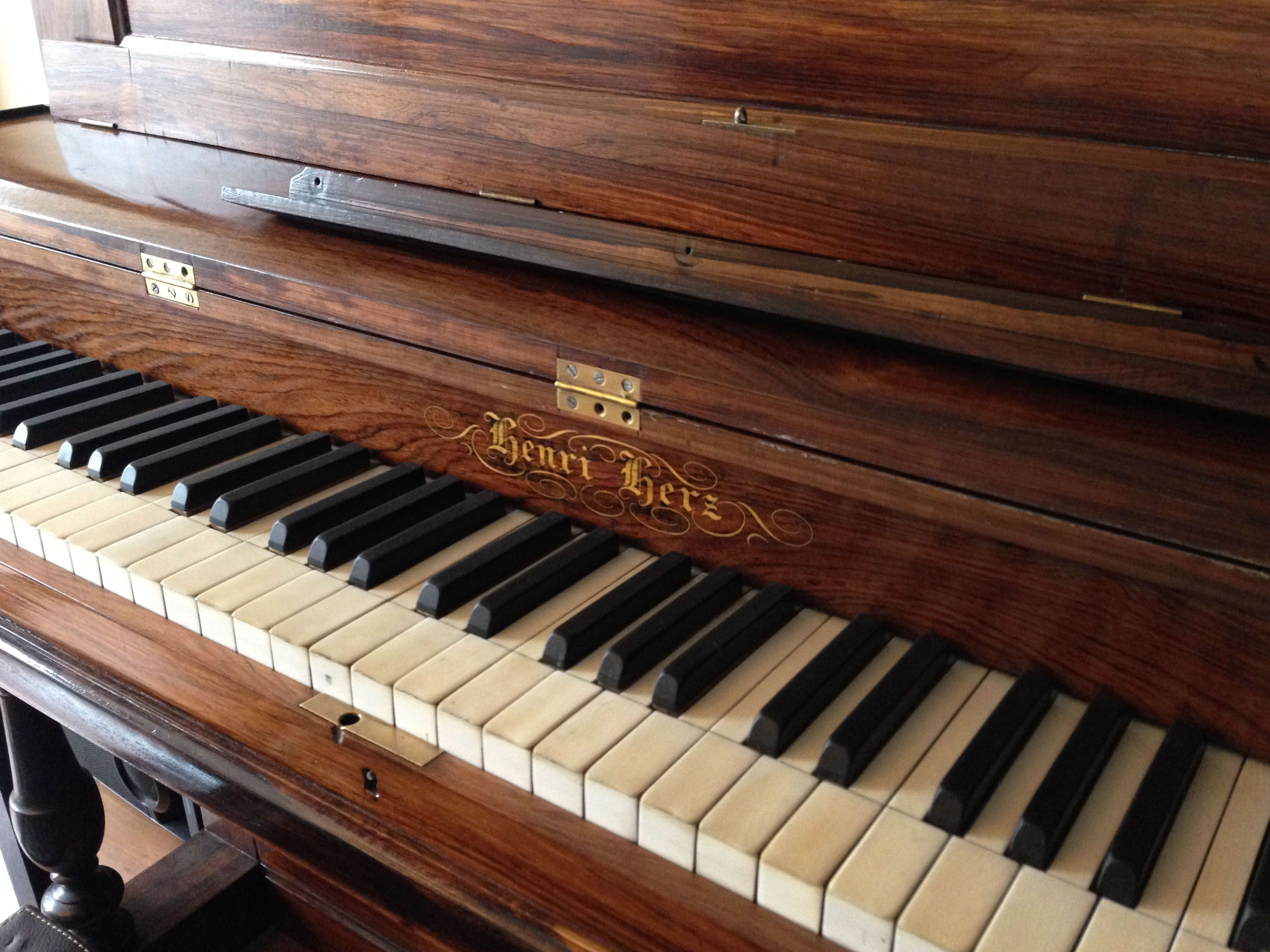
Henri Herz-piano, midden 19e eeuw

Herz interesseerde zich ook voor de pianobouw. Hij associeerde zich in eerste instantie met het merk Klepfa, dat een financieel fiasco werd. Tijdens zijn Amerikaanse tournee haalde hij zo veel geld bij elkaar dat hij, samen met de Nederlander Franciscus Coenen, een eigen pianomerk kon beginnen dat wel een succes werd. Zijn firma werd later overgenomen door Peaureau-Ruch dat in de loop van de 19e eeuw samen met Erard en Pleyel tot de meest gerenommeerde merken van die tijd gold.

### Pedagoog
Naast uitvoerend musicus, uitvinder en componist was Herz ook een uitstekend pedagoog. Zijn pianomethode Méthode complète de piano was een veel gebruikte methode destijds, tegenwoordig niet meer. Herz gaf 32 jaar lang les op het Parijse conservatorium, van 1842 tot 1874 en had vele leerlingen. De grap ging in die tijd dat als je les van Herz wilde hebben, je misschien kans had midden in de nacht of om zes uur in de ochtend. Ook ging het verhaal rond dat Herz een keer ’s ochtends om vier uur zijn bediende wakker maakte met de vraag of er misschien een leerling zat te wachten in zijn studeerkamer die hij vergeten had.
Het enige werk dat nog gedrukt wordt is zijn studieboek met vingeroefeningen 'Gammes'.

## Kritiek

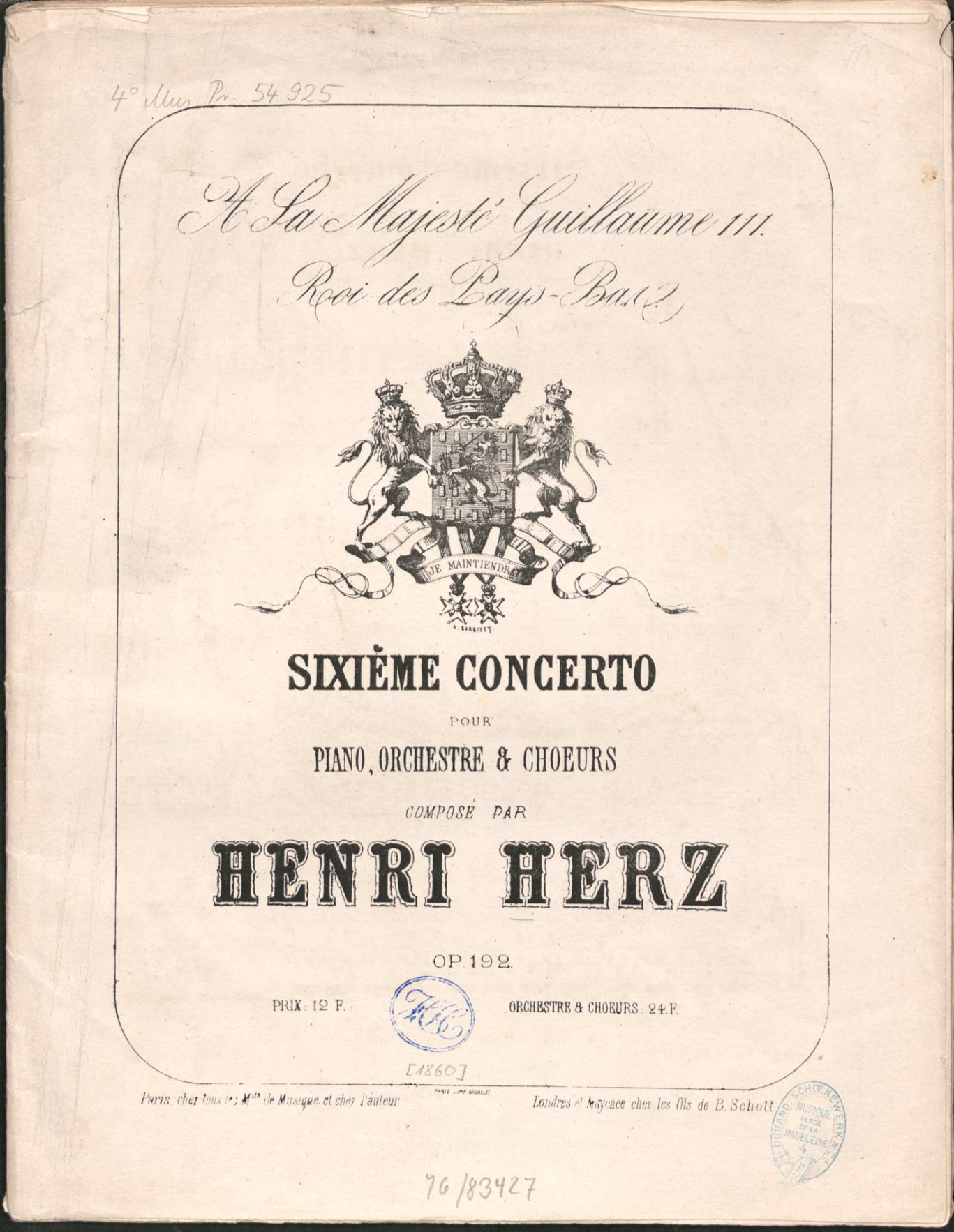
Titelblad van het Zesde Pianoconcert van Henri Herz, opgedragen aan Koning Willem III van Nederland

Mendelssohn had geen hoge pet op van Herz en Schumann maakte hem vaak belachelijk in zijn Neue Zeitschift für Musik. Dat zijn muziek het niet lang uit gehouden heeft, komt volgens critici waarschijnlijk door de oppervlakkigheid. De musicoloog sir George Grove merkte op dat Herz precies wist wat het publiek wilde en wat het er voor over zou hebben, en precies dat gaf hij hen.
Keer op keer kreeg Herz een sneer van muziekcriticus Robert Schumann, die meer dan enig ander zijn tijdgenoten en elke volgende generatie leerde dat alleen muziek gecreëerd door lijden en ellende iets waard is en dat diepgang het enige doel zou moeten zijn van muzikale ideeën. Schumann, zoals de Amerikaanse musicoloog/pianist Frank Cooper beweert, leidde de Duitse muziek naar dat zelfingenomen nationalisme waarvan het nu nog steeds volledig moet herstellen. Schumann was een zwartkijker, volgens Cooper, en had totaal geen begrip voor anders denkenden en mensen die plezier aan muziek beleven zoals Herz. Misschien is het wel jaloezie, vervolgt Cooper, en wilde Schumann eigenlijk zijn zoals Herz, en misschien kwam hij daar achter na zijn mislukte Opus 1, de Abegg-variaties. Na verloop van tijd keerde Schumann zich tegen alles wat ook maar in de verste verte op de muziek van Herz leek en uitte hij in zijn geschriften de frustraties van zijn eigen verbrijzelde techniek, burgeropvoeding en onstabiele mentaliteit, aldus Cooper. Maar uiteindelijk kon Schumann er ook niet onderuit dat de muziek van Herz bij heel veel mensen erg populair was en ging hij de muziek van Herz betitelen als Herzische muziek.
- Biblioteca Nacional de España: XX1272655
- Bibliothèque nationale de France: cb13606065n (data)
- Catàleg d'autoritats de noms i títols de Catalunya: 981058518808706706
- CiNii: DA08182047
- Gemeinsame Normdatei: 116759194
- International Standard Name Identifier: 0000 0001 0902 8120
- Library of Congress Control Number: n82028175
- Nationale Bibliotheek van Letland: 000324952
- Base Léonore: LH//1297/73
- MusicBrainz: bc82f076-2d4f-478d-809a-04c8c80fa47b
- Nationale Bibliotheek van Tsjechië: mzk2005269787
- Nationale Bibliotheek van Israël: 987007262788005171
- Nederlandse Thesaurus van Auteursnamen: 073350842
- Istituto Centrale per il Catalogo Unico: MUSV033670
- LIBRIS: 218915
- SNAC: w6794gr8
- Système universitaire de documentation: 128965002
- Trove: 1087253
- Virtual International Authority File: 54319969
- WorldCat: E39PBJyMgYvdGc9yRmf8WJF3Qq